# Pascual Muñoz
Pascual Muñoz es una localidad española perteneciente al municipio de Amavida, en la provincia de Ávila (Castilla y León). En el año 2012 tenía una población de 56 habitantes.

## Demografía
| Gráfica de evolución demográfica de Pascual Muñoz entre 2000 y 2012           |
|                                                                               |
| Población (2000-2012) según el nomenclátor de unidades poblacionales del INE. |